# レイクチャールズ

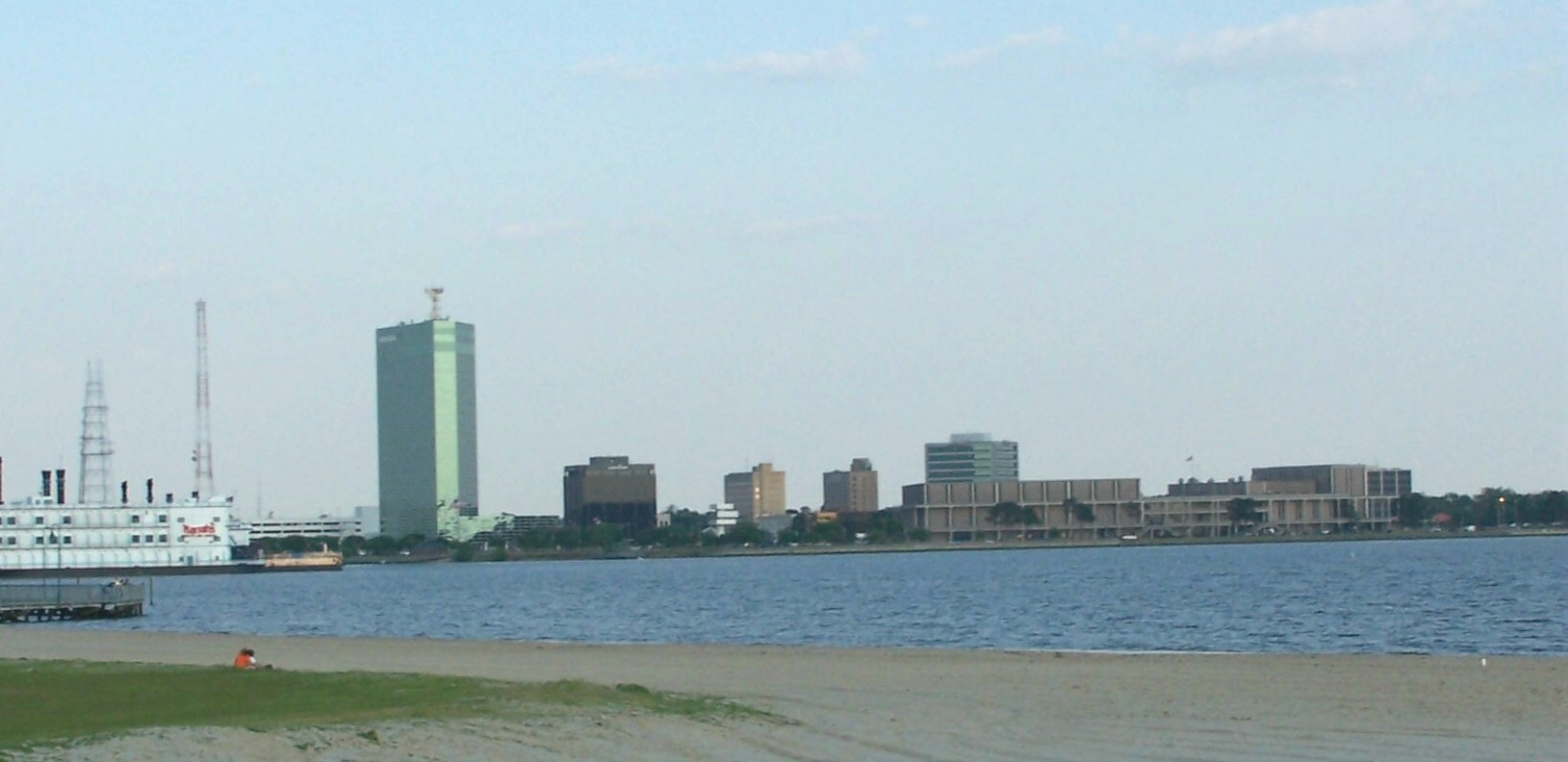
チャールズ湖西側より見たレイクチャールズのダウンタウン

レイクチャールズ（Lake Charles）は、アメリカ合衆国ルイジアナ州の都市。カルカシュー郡の郡庁所在地である。人口は8万4872人（2020年）。州南西部の文化的、教育的中心地として機能しており、アケイディアナと称される州南部地域の中でも最も重要な都市のひとつである。レイクチャールズ都市圏は、カルカシュー郡とキャメロン郡を含む。

## 概要
レイクチャールズ市が設立されたのは1852年。ルイジアナ州南西部の都市であり、カルカシュー川、チャールズ湖、プリエン湖と接している。水路を通じてメキシコ湾ともつながっており、港町としても機能する。
石油化学精製工業の重要な拠点であり、また多くのカジノを擁していることでも知られている。また、市にはマクニース州立大学がある。
愛称で「レイク・シティ」とも呼ばれ、年に75回以上のフェスティバルが開催される「フェスティバルの街」としても知られている。

## 地理

カルカシュー郡内の位置

レイクチャールズは、北緯30度12分53秒 西経93度12分31秒 / 北緯30.21472度 西経93.20861度 (30.214656, -93.208537)に位置し、高度は4.0mである。
アメリカ合衆国統計局によると、この都市は総面積110.2km2 (42.5mi2) である。このうち104.0km2 (40.2 mi2) が陸地で5.57%にあたる6.1km2 (2.4mi2)が水地域である。
市は、メキシコ湾から48キロメートル離れた平地に位置している。かつては多くの松の木が水路に沿って生えており、今でも残っている。モスブラフ地域と水域のそばを除き、斜面は殆どない。

## 人口動静
2000年国勢調査で、レイクチャールズの人口は71,757人、27,974世帯、18,015家族が市内に住んでいる。人口密度は689.7人/km2 (1,786.6人/mi2)。人種構成は、白人50.23%、アフリカン・アメリカン46.82%、ネイティブ・アメリカン0.23%、アジア1.07%、太平洋諸島系0.03%、その他人種が0.47%、複数の人種の混血が1.15%である。ここの人口の1.40%はヒスパニックまたはラテン系である。

## 文化・音楽
歌手フィル・フィリップスが、レイクチャールズ出身である。また、クッキー・アンド・ザ・カップケイクスは、同地を中心に活動した。

## 姉妹都市
- ペルピニャン、フランス 1993年
- スーシティ、アメリカ合衆国 1995年
- コーヴ、アイルランド 2008年